# Duet (Stan Kenton e June Christy)
| Recensione | Giudizio |
| ---------- | -------- |
| AllMusic   |          |

Duet è un album a nome Christy-Kenton, pubblicato dalla casa discografica Capitol Records nell'ottobre del 1955 
.

## Tracce

### LP
Lato A
1. Ev'ry Time We Say Goodbye – 3:48 (Cole Porter) – Registrato il 19 maggio 1955
2. Lonely Woman – 5:54 (testo: Ray Sonin – musica: Benny Carter) – Registrato il 7 maggio 1955
3. Just the Way I Am – 3:52 (Bobby Troup) – Registrato il 9 maggio 1955
4. You're Mine, You! – 3:10 (testo: Edward Heyman – musica: Johnny Green) – Registrato il 19 maggio 1955

Lato B
1. Angel Eyes – 4:19 (testo: Earl Brent – musica: Matt Dennis) – Registrato il 9 maggio 1955
2. Come to the Party – 3:09 (Joe Greene) – Registrato il 9 maggio 1955
3. Baby, Baby All the Time – 2:20 (Bobby Troup) – Registrato il 9 maggio 1955
4. We Kiss in a Shadow – 1:54 (testo: Oscar Hammerstein II – musica: Richard Rodgers) – Registrato il 7 maggio 1955
5. How Long Has This Been Going On? – 4:56 (testo: Ira Gershwin – musica: George Gershwin) – Registrato il 19 maggio 1955

### CD
Edizione CD del 1993, pubblicato dalla Capitol Records (CDP 0777 7 89285 2 2)
1. Ev'ry Time We Say Goodbye – 3:48 (Cole Porter)
2. Lonely Woman – 5:54 (testo: Ray Sonin – musica: Benny Carter)
3. Just the Way I Am – 3:52 (Bobby Troup)
4. You're Mine, You! – 3:10 (testo: Edward Heyman – musica: Johnny Green)
5. Angel Eyes – 4:19 (testo: Earl Brent – musica: Matt Dennis)
6. Come to the Party – 3:09 (Joe Greene)
7. Baby, Baby All the Time – 2:20 (Bobby Troup)
8. We Kiss in a Shadow – 1:54 (testo: Oscar Hammerstein III – musica: Richard Rodgers)
9. How Long Has This Been Going On? – 4:56 (testo: Ira Gershwin – musica: George Gershwin)
10. Prelude to a Kiss – 3:40 (testo: Irving Gordon, Irving Mills – musica: Duke Ellington) – Traccia bonus - Registrato il 7 maggio 1955
11. Thanks for You – 3:09 (testo: Bernie Hanighen – musica: Marvin Wright) – Traccia bonus - Registrato il 7 maggio 1955

## Musicisti
- Stan Kenton – pianoforte
- June Christy – voce

Note aggiuntive
- Bill Miller – produttore [3]